# Søren Pedersen (håndboldspiller)
 Der er flere personer med dette navn, se Søren Pedersen.
Søren Pedersen (født 20. august 1986) er en dansk håndboldmålmand, der spiller for Bjerringbro-Silkeborg Håndbold. Han har tidligere også spillet i Mors-Thy Håndbold (to gange), Skjern Håndbold og i Aalborg Håndbold i to omgange.

## Håndboldkarriere
Søren Pedersen spillede i to omgange i Mors-Thy, i alt syv år i klubben, hvor han nåede over 230 kampe. I den sidste sæson i klubben blev han stillet over for et dilemma under coronapandemien, da Nordjylland i november 2020 blev lukket ned. Pedersen, der boede i Thisted på det tidspunkt, kunne derfor ikke komme til Mors og spille for sin klub, med mindre han blev der under nedlukningen. Han valgte at blive hjemme hos sin familie og gik dermed glip af en række kampe.
Hans sidste kamp for klubben blev pokalfinalen 2020, der som følge af coronaen først blev spillet efter afslutningen af Håndboldligaen i juni 2021. Mors-Thy spillede finalen mod mestrene fra Aalborg Håndbold og vandt for første gang pokalturneringen.
Efter afslutningen af den aktive karriere blev Søren Pedersen direktør i Lemvig-Thyborøn Håndbold.
I december 2023 gjorde Pedersen overraskende comeback i Håndboldligaen, da Bjerringbro-Silkeborg akut manglede en målmand efter Johan Sjöstrands skade. Aftalen lød i første omgang for resten af året, men blev senere forlænget til resten af sæsonen.